# Lakonischer Golf
Der Lakonische Golf (griechisch Λακωνικός Κόλπος, Lakonikós Kólpos) liegt im südöstlichen Ionischen Meer südlich der Peloponnes. In den Golf entwässert im Süden der Lakonischen Ebene der Evrotas, einer der größeren Flüsse der Peloponnes. Die Meeresbucht liegt zwischen der Halbinsel Mani im Westen und der Lakonischen Halbinsel (Χερσόνησο της Λακωνίας) im Osten, die zur griechischen Präfektur Lakonien (Νομός Λακωνίας) gehören, die den Golf damit vollständig umschließt. Allgemein ist das Gebiet um den Golf dünn besiedelt, größere Orte sind Neapolis und Gythio. Im Südosten des Golfs liegt die Insel Elafonisos, im Anschluss an die Lakonische Halbinsel bildet die Insel Kythira die Grenze zwischen dem Ionischen Meer und der Ägäis. Letztere wird aus historischen Gründen landschaftsgeographisch zu den Ionischen Inseln gezählt, verwaltungsmäßig gehört sie zur Region Attika